# 노르웨이의 지역

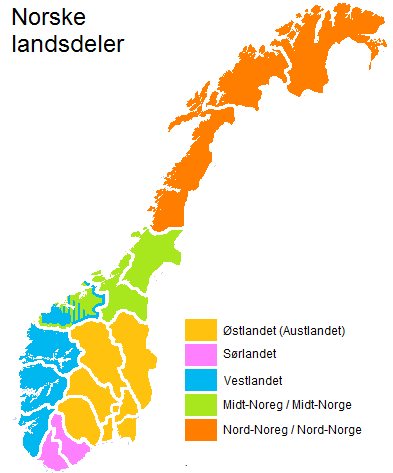
노르웨이의 지역 구분

노르웨이는 전통적으로 다섯 지역(노르웨이어: landsdeler)으로 구분한다.
- 노르노르게(보크몰: Nord-Norge, 뉘노르스크: Nord-Noreg) - 북부 노르웨이
  - 핀마르크주
  - 트롬스주
  - 노를란주
- 트뢰넬라그(Trøndelag) - 중부 노르웨이
  - 트뢰넬라그주 (구 노르트뢰넬라그주, 쇠르트뢰넬라그주)
- 베스틀란데트(Vestlandet) - 서부 노르웨이
  - 뫼레오그롬스달주
  - 베스틀란주 (구 송노피오라네주, 호르달란주)
  - 로갈란주
- 쇠를란데트(Sørlandet) - 남부 노르웨이
  - 아그데르주 (구 베스트아그데르주, 에우스트아그데르주)
- 외스틀란데트(보크몰: Østlandet, 뉘노르스크: Austlandet) - 동부 노르웨이
  - 텔레마르크주
  - 부스케루주
  - 인라네주 (구 헤드마르크주, 오플란주)
  - 아케르스후스주
  - 오슬로
  - 베스트폴주
  - 외스트폴주

지역의 경계는 지리적 경계와 언어의 방언 분포, 행정 구역 등을 기준으로 나눈다.